# Станішево (Поморське воєводство)
Станішево (пол. Staniszewo, нім. Stanischewo or Stanischau, first mentioned in 1406: as Stabischau) — село в Польщі, у гміні Картузи Картузького повіту Поморського воєводства.
Населення — 964 особи (2011).
У 1975-1998 роках село належало до Гданського воєводства.

## Демографія
Демографічна структура станом на 31 березня 2011 року:
|          | Загалом | Допрацездатний вік | Працездатний вік | Постпрацездатний вік |
| -------- | ------- | ------------------ | ---------------- | -------------------- |
| Чоловіки | 479     | 126                | 328              | 25                   |
| Жінки    | 485     | 158                | 271              | 56                   |
| Разом    | 964     | 284                | 599              | 81                   |